# M49 motorway
Der 1996 eröffnete M49 motorway (englisch für Autobahn M49) ist eine 8 km lange Autobahn in England. Er verbindet den Südabschnitt der M5 motorway mit dem auf der Prince of Wales Bridge den Severn überquerenden M4 motorway. Dadurch wird die Fahrtstrecke gegenüber der Fahrt über das Kreuz von M5 und M4 um rund 6 Meilen verkürzt.
Die Autobahn weist die Besonderheit auf, dass ihre Nummer, obschon südlich der M4 gelegen, nicht mit einer 3 beginnt. Dies entspricht aber ihrer Lage zur A4 road.